# Бимелен
Бимелен (њем. Bimöhlen) општина је у њемачкој савезној држави Шлезвиг-Холштајн. Једно је од 95 општинских средишта округа Зегеберг. Према процјени из 2010. у општини је живјело 954 становника. Посједује регионалну шифру (AGS) 1060009.

## Географски и демографски подаци
Бимелен се налази у савезној држави Шлезвиг-Холштајн у округу Зегеберг. Општина се налази на надморској висини од 16 метара. Површина општине износи 17,2 km².

## Становништво
У самом мјесту је, према процјени из 2010. године, живјело 954 становника. Просјечна густина становништва износи 55 становника/km².

## Међународна сарадња
| Мјесто    | Држава | Врста сарадње | Од    |
| --------- | ------ | ------------- | ----- |
| Сомерстет | Данска | партнерство   | 1954. |
| Извор     |        |               |       |